# Ampulex elegantula
Ampulex elegantula är en  stekelart som beskrevs av Kohl 1893. Ampulex elegantula ingår i släktet Ampulex och familjen Ampulicidae. Inga underarter finns listade i Catalogue of Life.